# Solak
Solak – wieś w Armenii, w prowincji Kotajk. W 2011 roku liczyła 2240 mieszkańców.